# Ifelodun (Kwara)
Ifelodun è una delle sedici aree a governo locale (local government areas) in cui è suddiviso lo stato di Kwara, in Nigeria. Estesa su una superficie di 3.435 km², conta una popolazione di 206.042 abitanti.